# Norma Eberhardt
Norma Eberhardt; verheiratete Dauphin (* 8. Juli 1929 in Oakhurst, New Jersey; † 16. September 2011 in Manhattan, New York City, New York) war eine US-amerikanische Schauspielerin.

## Leben
Norma Eberhardt, im US-amerikanischen Bundesstaat New Jersey geboren, wurde als Teenager bei der Osterparade in Asbury Park von einem New Yorker Fotografen als Model entdeckt. Sie gehörte Ende der 1940er Jahre/Anfang der 1950er Jahre zu den „Top-Models“ und Cover-Girls in den Vereinigten Staaten. Dazu trug auch die unterschiedliche Farbe ihrer Augen bei: eines war blau, das andere braun.
Anfang der 1950er Jahre begann sie ihre Karriere als Schauspielerin. Sie hatte zunächst nur kleine Rollen, so in dem Filmmusical Seemann, paß auf! (1952), in der Filmkomödie Schrecken der Division (1953, als Kantinenmitarbeiterin), beide jeweils mit Dean Martin, und als an Agoraphobie leidendes junges Mädchen Louise in dem Filmdrama Problem Girls (1953).
In dem Filmdrama Live Fast, Die Young (1958) spielte sie unter der Regie von Paul Henreid die weibliche Hauptrolle. Sie verkörperte Jill Winters, ein junges Mädchen, das die Schule verlässt, in die Großstadt geht und dort in kriminelle Machenschaften einer Bande von Juwelendieben verwickelt wird.
Ihre bekannteste Rolle hatte sie mit der weiblichen Hauptrolle in dem Horrorfilm Draculas Blutnacht (1958). In diesem, in eine amerikanische Kleinstadt in Südkalifornien als Schauplatz verlegten Dracula-Film spielte Eberhardt die junge Rachel Maybery, die zusammen mit ihrer Mutter und ihrem jüngeren Bruder Besuch von ihrem rumänischen Vetter Bellac Gordal (Dracula) erhält, dessen Opfer sie zu werden droht.
Sie spielte in den 1950er Jahren auch Episodenrollen und Gastrollen in mehreren US-amerikanischen Fernsehserien, unter anderem in den Fernsehserien Adventures of Wild Bill Hickock (1952), State Trooper (1958), Polizeibericht (1959), The Lawless Years (1959) und in der Sitcom Ein Käfig voller Helden (1961).
1955 heiratete Eberhardt den französischen Filmschauspieler Claude Dauphin, mit dem sie abwechselnd in New York, Hollywood, in Ocean Township im Monmouth County und in Paris lebte. Eberhardt lebte nach ihrem Rückzug vom Filmgeschäft und nach dem Todes Dauphins († 1978) dauerhaft im Monmouth County. Sie gehörte zu den Gründungsmitgliedern und Treuhändern des dortigen Ocean Township Historical Museum.
Eberhardt starb im Alter von 82 Jahren im Lenox Hill Hospital in New York City an den Folgen eines Schlaganfalles.

## Filmografie (Auswahl)
- 1952: Seemann, paß auf! (Sailor Beware)
- 1952: Adventures of Wild Bill Hickock (Fernsehserie, eine Folge)
- 1952: Schrecken der Division (Jumping Jacks)
- 1953: Problem Girls
- 1957: State Trooper (Fernsehserie, eine Folge)
- 1958: Live Fast, Die Young
- 1958: Draculas Blutnacht (The Return of Dracula)
- 1959: Polizeibericht (Fernsehserie, eine Folge)
- 1959: The Lawless Years (Fernsehserie, eine Folge)
- 1961: The Best of the Post (Fernsehserie, eine Folge)
- 1961: Ein Käfig voller Helden (Fernsehserie, eine Folge)